# Вапно

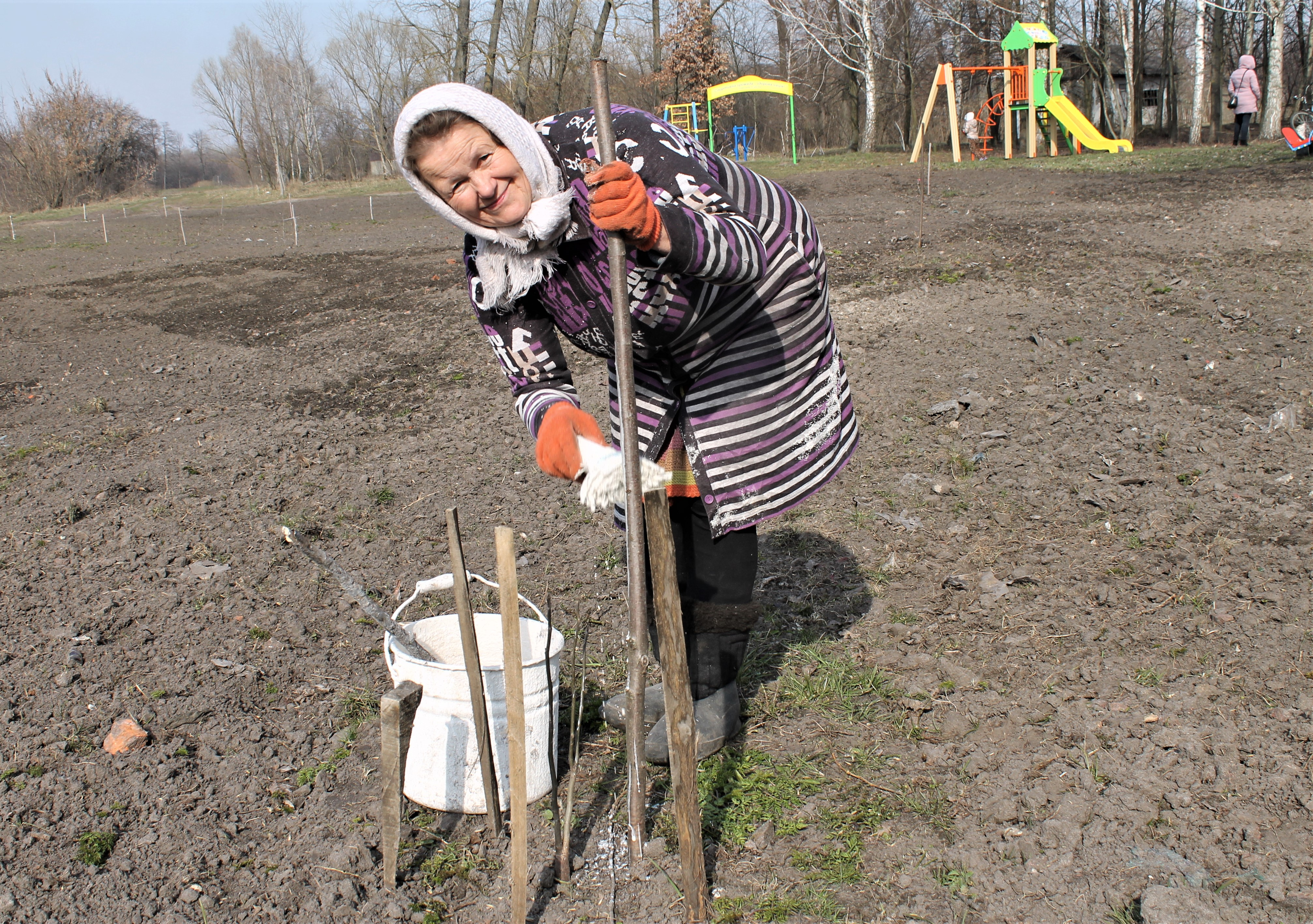
Весняна побілка деревцят гашеним вапном у молодому саду, село Сулак, Носівський район, березень 2020

Вапно́ — оксид кальцію — СаО. Сингонія кубічної форми. Вид гексоктаедричний. Густина 3,3. Твердість 3-5. Безбарвний (у шліфах). Природний оксид кальцію знайдено у вапнистих породах з лави Везувію.

## Етимологія
Слово вапно походить від д.-рус. вапьно («вапно», однокореневе слово вапь вживалося в значенні «фарба»), і далі від прасл. *vapьno. Вважається спорідненим з прусськ. woapis, латис. vãpe. Також припускають запозичення з грец. βαφή.

## Класифікація
Негашене вапно — СаО — це неорганічна бінарна сполука кальцію й кисню.
Будівельним вапном називають в'яжучу речовину, яку одержують шляхом випалювання нижче температури спікання карбонатних гірських порід — крейди, вапняку, доломіту тощо.
Вирізняють:
- вапно кременисте (інша назва доломіту),
- вапно гашене; гідратне (гідроксид кальцію) Са(ОН)2
- вапно негашене (оксид кальцію) СаО.
- вапно гідравлічне.